# Cătălin Popa
Cătălin Sorin Popa (Pitești, 8 novembre 1981) è un arbitro di calcio rumeno.

## Carriera
La sua carriera nel calcio professionistico rumeno inizia nel 2009, anno in cui esordisce in Liga II, la seconda serie nazionale, dirigendo l'incontro U Cluj-Cetate Deva. Nella stessa stagione centra l'esordio anche nella massima serie rumena, la Liga I, tramite la direzione di Gaz Metan-Alba Iulia. Il 21 settembre 2011, invece, esordisce nella Cupa României, la coppa nazionale rumena, dirigendo l'incontro del primo turno Pandurii-Visina Noua. Il 20 luglio 2014, invece, dirige il suo primo incontro dell'altra coppa nazionale rumena, la Cupa Ligii. Il 4 giugno 2022 dirige la finale dei playoff di Liga III, la terza serie rumena, mentre il 24 maggio dell'anno seguente viene designato per dirigere la finale di Cupa României Sepsi-Cluj.
Dal 2022, inoltre, svolge il ruolo di VAR per la UEFA: esordisce come tale il 7 settembre 2023 nell'incontro Kazakistan-Finlandia, valido per le qualificazioni al campionato d'Europa 2024.
Il 22 maggio 2024 viene designato come assistente del VAR olandese Pol Van Boekel per la finale della UEFA Europa League, vinta dall'Atalanta contro il Bayer Leverkusen, diretta dal connazione István Kovács. Il 23 aprile 2024 la UEFA lo ha convocato nel ruolo di VAR per il campionato d'Europa 2024 in Germania, insieme all'arbitro István Kovács e agli assistenti Vasile Florin Marinescu e Mihai Ovidiu Artene.
Il 31 marzo 2025 la UEFA lo ha convocato per il campionato femminile d'Europa 2025 in Svizzera, nel ruolo di VAR, insieme agli arbitri Iuliana Demetrescu e Alina Peşu e agli assistenti Daniela Constantinescu e Mihaela Țepușă.